# 伊吉拉特 (恐怖主义)
伊吉拉特，意为“迁徙”，是指伊斯兰保守主义影响下新疆维吾尔自治区小部分维吾尔族人有组织出境以便投身圣战活动。伊吉拉特人员为了真主而离乡背井，抛弃所有财产，迁徙集中到一个地方发动武装圣战，进行“圣战”。

## 世界背景
维吾尔语中的“伊吉拉特”一词来自于阿拉伯语中的“希吉拉”，原意为“出走”、“离开”。622年，伊斯兰教创始者穆罕默德率信徒自麦加出走麦地那，为麦加的最终光复奠定了基础。该事件被称作“希吉拉”（维吾尔语“伊吉拉特”）。“希吉拉”并非伊斯兰教教义，也和暴力无关。圣训称，“光复麦加后迁徙不再是必须的。”但穆罕默德说，只要“圣战”存在，迁徙不会终止。穆罕默德号召信徒说：为了消灭不信道者，你们不要终止迁徙。 但從古蘭經中提及到宗教沒有强迫, 對於那是否確實出自穆罕默德的號召仍有待查核。
世界伊斯兰极端主义和恐怖主义的“迁徙”活动分成境内迁徙和境外迁徙，并经历过三次迁徙浪潮：
（一）第一次迁徙浪潮：1970年代后期，埃及伊斯兰党及穆斯林组织的残余势力为避开萨达特政府的打击，兴起了埃及极端分子全世界迁徙的第一次浪潮。他们在埃及国内“迁徙”失败之后，从埃及逃到瑞典、挪威、阿富汗、也门等国。
（二）第二次迁徙浪潮：苏联占领阿富汗期间，在美国等国支持下，全世界伊斯兰极端势力“迁徙”至阿富汗，对苏联发动“圣战”。1990年代，在阿富汗参加圣战的埃及人将“圣战”传回埃及，造成埃及史上暴力恐怖活动最严重的时期。
（三）第三次迁徙浪潮：苏联解体后，中亚五国伊斯兰原教旨主义的复兴、波黑战争、车臣战争、索马里内战、阿富汗战争、伊拉克战争、叙利亚内战、利比亚内战等，为圣战者参与“迁徙”与“圣战”提供了空间。
2010年代，随着伊斯兰国等恐怖主义组织的壮大，受伊斯兰极端主义思想影响，世界各国都有极端分子“迁徙”到叙利亚、伊拉克等国参加“圣战”，并且其中有回到祖国实施暴力恐怖犯罪者。根据欧盟刑警组织2014年6月公布的数据，赴叙利亚、伊拉克参加“圣战”者已超3000人，其中大部分来自法国、英国、德国、比利时、荷兰。
2014年，联合国安理会通过决议，要求联合国成员国阻止本国极端分子或者恐怖分子出国参与暴力恐怖活动。法国通过了反恐法案，对涉嫌出国开展恐怖活动者吊销护照、没收身份证件。英国出台新的反恐法，规定有关部门有权没收有可能赴恐怖活动敏感国的潜在极端分子的护照并且要其搬离原住地。为阻止出境人员回流祖国发动暴力恐怖袭击，英国立法允许政府对英国籍赴中东参战的人员采取“临时驱逐令”等管制措施，对已经回流的人员可采取一定的人身限制措施。各国纷纷出台法律，严厉打击招募人员赴叙利亚、伊拉克等地参加“圣战”的组织和个人，并逮捕、控告出境参与或可能参与暴力恐怖活动者。

## 发展历史
后世的伊斯兰极端主义者利用了“迁徙”这一名词，为暴力恐怖活动提供人员。“迁徙”（伊吉拉特）被和“圣战”紧紧联系起来，形成“迁徙圣战”思想。1980年代末至1990年代初，伊斯兰极端主义在新疆的活动增多。1996年，新疆的东突伊斯兰极端分子艾山·买合苏木、阿不都卡德尔·亚甫泉外逃出境，随后同国际恐怖组织相联系，成立暴力恐怖组织“东伊运”，鼓动新疆的维吾尔族穆斯林群众“迁徙”（伊吉拉特）出境从事圣战。“东伊运”的创建是伊吉拉特的起点。中国公安机关破获的所有“伊吉拉特”组织都与“东伊运”有直接联系。
1999年，新疆某地以高中生为首的一伙伊斯兰极端分子在学生中秘密传播“伊吉拉特”思想，劝学生“走出国门，与真正的穆斯林一起生活，为建立哈里发国家而圣战”。截至2001年，接受“伊吉拉特”思想的学生达100多人，高考后这些学生被录取到新疆多所高校。2002年起，这些学生先后退学，以留学的名义出国，加入“东伊运”等恐怖组织，留在新疆的部分学生继续传播“伊吉拉特”思想。该时期，“伊吉拉特”思想通过宣传品及“台比力克”（阿拉伯语Tablig的音译，在伊斯兰教的经文中意为“传道”、“传达”、“注释”、“劝导”，即把伊斯兰教义传给穆斯林）活动广泛传播。参与“伊吉拉特”活动者有教师、学生、个体户、农民、无业人员，人数逐步增加。
2006年，境外组织制作了《伊吉拉特的体会》、《伊吉拉特的准备》两书，加上许多视频流入新疆，促进了伊吉拉特在新疆的传播。此后，新疆的“伊吉拉特”活动形成团伙，接受境外“东伊运”等恐怖组织的指挥，向境外恐怖组织输送人员，境外“东伊运”等恐怖组织也向境内派员指导向境外输送维吾尔族青年的工作。伊吉拉特人员出境后多被送往恐怖组织基地接受训练，有的还反过来组织在中国境内实施暴力恐怖犯罪。
后来，随着信息技术的发展，“东伊运”等境外恐怖组织制作了大量暴力恐怖音视频，在新疆传播，鼓吹“迁徙圣战”等伊斯兰极端主义思想。
伊吉拉特人员自2005年在新疆喀什制造恐怖事件后引起关注。此后逐步成为新疆暴力恐怖案件的主要制造者。在2010年代初新疆警方破获的暴力恐怖案件中，90%以上的暴力恐怖案件都受伊吉拉特影响或由伊吉拉特团伙实施。
2010年代起，中国的伊吉拉特出境人员迅速增加。他们被中国境内外勾结的伊吉拉特偷渡团伙组织起来，从中国西南边境地区偷渡到东南亚，有的到阿富汗，有的到土耳其后再转赴叙利亚、伊拉克等地参加暴力恐怖活动。也有少数人从中国内蒙古自治区偷渡到蒙古国，再到阿富汗等地。他们很多是农民，变卖土地、房产后才能凑足给蛇头的偷渡费用。也有许多是青少年。有的偷渡成功者被境外恐怖分子安排在境外据点明码标价，由基地组织、伊斯兰国等恐怖组织出资任购。老弱病残及妇女被送入难民营。妇女被派送给恐怖分子当配偶和性奴。
2009年七五事件后，新疆维吾尔自治区严格控制出境手续，普通护照的签发不大容易。不少有意出境的非伊吉拉特人员不得不采取偷渡的办法。这些普通偷渡者和准备出境从事“圣战”的伊吉拉特人员混杂在一起，同样在伊吉拉特偷渡团伙的组织下，从中国西南边境地区偷渡出境。为减少普通偷渡者的数量，以免他们被伊吉拉特偷渡团伙利用，新疆在2015年出台措施简化普通护照签发流程。2015年5月25日，克孜勒苏柯尔克孜自治州、石河子市、克拉玛依市三地启动普通护照签发管理改革试点工作。2015年8月起，新疆维吾尔自治区在总结这三地的普通护照签发管理改革试点经验的基础上，决定进一步加快普通护照管理改革，简化普通护照签发流程，“依法全面实施统一的普通护照签发管理政策”。